# Sterlja
Sterlja (rus. Стерля) je rijeka u ruskoj Republici Baškiriji. Lijeva je pritoka Aškadara. Izvire 5 km zapadno od sela Sterlibaševo, teče cijelom duljinom u sjevero-zapadnom smjeru po Sterlibaševskom i Sterlitamakskom rajonu Baškirije i utječe u rijeku Aškadar u gradu Sterlitamaku.
U predjelu grada Sterlitamaka na rijeci Sterli ima 4 željezno-betonskih cestovnih mostova, kao i nekoliko metalnih pješačkih. Osim toga, planira se još jedan stalni cestovni most u južnom dijelu grada za tranzitni promet teretnih vozila u zapadni dio.

## Povijest
Rijeka Sterlja dala je svoje ime gradu Sterlitamaku ("Tamak" po baškirski znači "grlo" ili "ušće"), a selo Sterlibaševo ("baš" - glavni, glava).

## Vanjske poveznice
|  | Zajednički poslužitelj ima još gradiva o temi Sterlja |